# Norbert Kastner
Norbert Kastner (* 23. Dezember 1959 in Coburg) ist deutscher Politiker (SPD). Von 1990 bis 2014 war er Oberbürgermeister der kreisfreien Stadt Coburg in Oberfranken. 

## Leben
Nach dem Abitur am Gymnasium Casimirianum im Jahr 1979 studierte Kastner Rechtswissenschaften an der Julius-Maximilians-Universität Würzburg. Es folgten zwei Jahre als Stipendiat der Friedrich-Ebert-Stiftung an der Universität Lausanne. Danach arbeitete er als Rechtsanwalt und wurde Partner einer Coburger Anwaltskanzlei. Er ist Alter Herr der Schülerverbindung Casimiriana.
Als Mitglied der SPD wurde Kastner 1990 im Alter von 30 Jahren damals jüngster Oberbürgermeister der Bundesrepublik Deutschland. Bei den  Kommunalwahlen in Bayern 2008 wurde er zum dritten Mal wiedergewählt. Neben seinem Amt als Oberbürgermeister war er unter anderem als Aufsichtsratsvorsitzender der Coburger Wohnbau GmbH und der Städtischen Werke GmbH (SÜC) tätig. Bei der Oberbürgermeister-Wahl 2014 trat er nicht mehr an.
Seit 2014 ist er wieder als Rechtsanwalt tätig Im März 2016 wurde er Vorsitzender des TV 07 Coburg-Ketschendorf. Seit 2019 ist er Ehrenbürger der Stadt Coburg.